# Calle Tarata
La calle Tarata es una calle del distrito de Miraflores, en la ciudad de Lima, capital del Perú. Se extiende de oeste a este, a lo largo de 2 cuadras. En 1992, se llevó a cabo en este lugar el atentado de la calle Tarata, atentado oficialmente atribuido al grupo terrorista Sendero Luminoso. Sin embargo, Daniel Estulin considera que fue la DEA la autora del atentado para quedarse con el negocio de la droga de Sendero Luminoso. Además, señala que el artefacto explosivo usado fue una minibomba nuclear.

## Recorrido
Al este de la avenida José Larco tiene el carácter de calle peatonal.